# Trappistinnenkloster Vico

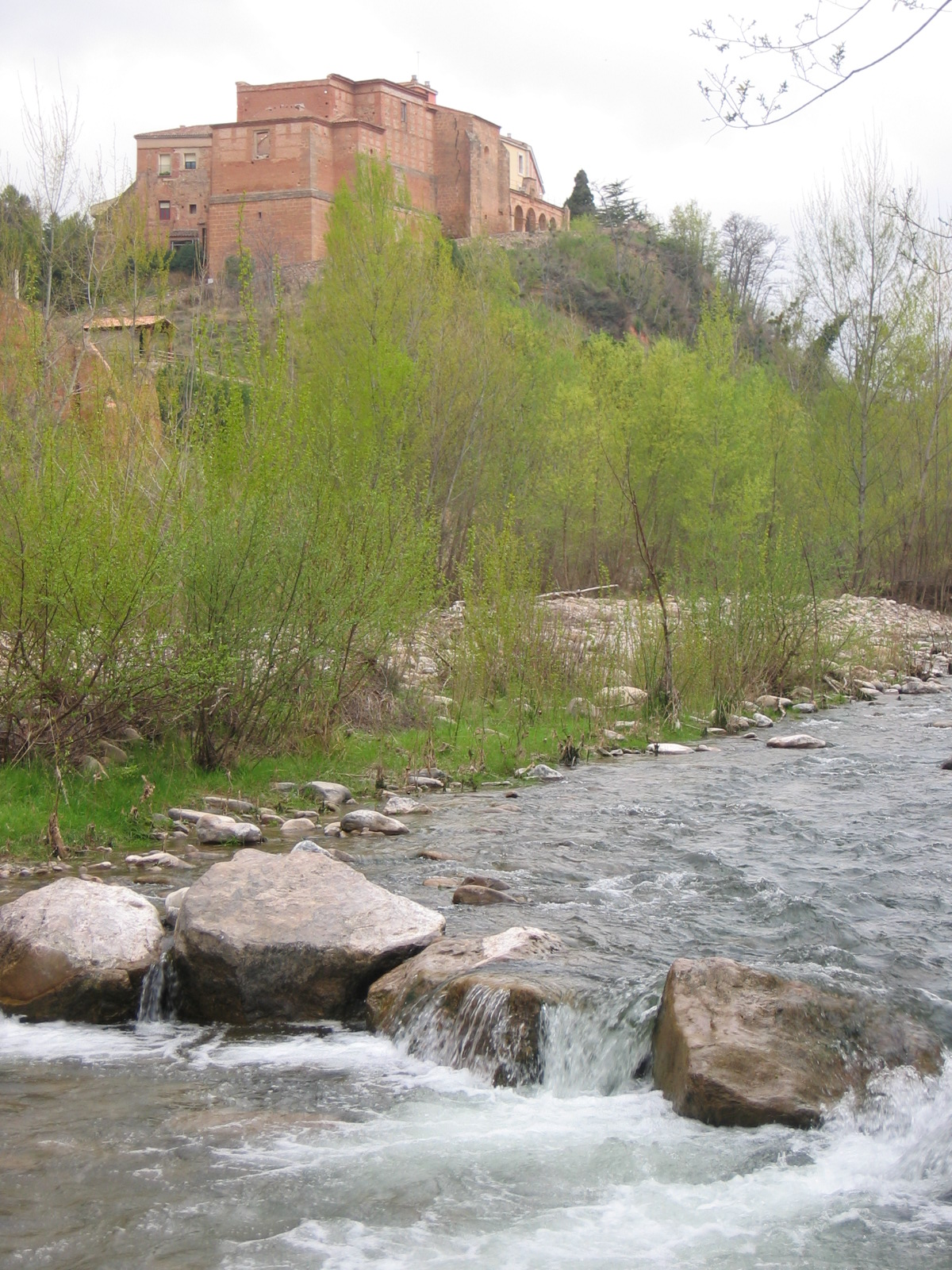
Trappistinnenkloster Vico (2005)

Das Trappistinnenkloster Vico ist seit 1978 ein Kloster der Trappistinnen in Arnedo, La Rioja in Spanien.

## Geschichte
Das Kloster Nuestra Señora de Vico (3 km westlich Arnedo, 55 km südöstlich Logroño) geht zurück auf eine Marienerscheinung des örtlichen Mohammedanerchefs im 11. Jahrhundert, der sich daraufhin bekehrte, ein Einsiedlerleben führte und Nachfolger bekam. Vico ist als Gnaden- und Wallfahrtsort 1222 zum ersten Mal belegt, dann wieder im 14. Jahrhundert. 1456 gründete der Franziskaner Lope de Salinas dort ein Mönchskloster, das bis zur Desamortisation 1835 bestand. Das Gnadenbild gelangte in die Pfarrkirche von Arnedo und wurde weiterhin durch Wallfahrten geehrt. 1977 kam es unter Äbtissin Inmaculada Cedrón Preciado zur Neubesiedelung des Klosters durch den Trappistinnenkonvent, der vorher im Kloster Alconada gelebt hatte. Seit 2005 ist Isabel Rivero Navarro Äbtissin des Klosters.